# Station Ennis
Station Ennis is een spoorwegstation in Ennis in het Ierse graafschap Clare. Ennis ligt aan de Western Railway Corridor, oorspronkelijk de lijn van Limerick naar Claremorris in het graafschap Mayo. Passagiersvervoer op deze lijn werd in 1976 beëindigd. In 1984 werd de lijn tussen Limerick en Ennis weer opengesteld.
In het begin van de 21e eeuw werd een plan gepresenteerd om de gehele lijn van Limerick naar Claremorris, en verder naar Sligo weer in gebruik te nemen. Hoewel die plannen wegens geldgebrek vooralsnog niet volledig worden uitgevoerd werd in 2010 de spoorlijn tussen Ennis en Athenry weer opengesteld. Ennis heeft sndsdien naast een verbinding met Limerick tevens een treinverbinding met Galway. Via Limerick en Athenry is er bovendien een verbinding met Dublin.